# Pliobothrus gracilis
Pliobothrus gracilis är en nässeldjursart som beskrevs av Zibrowius och Stephen D. Cairns 1992. Pliobothrus gracilis ingår i släktet Pliobothrus och familjen Stylasteridae. Inga underarter finns listade i Catalogue of Life.